# Калинино (село, Воронежская область)
Кали́нино — село в Воронежской области. Входит в состав Борисоглебского городского округа.

## История
До 1948 года село носило название Жуликовка.

## Население
| 1859 | 1897  | 2010 |
| ---- | ----- | ---- |
| 1075 | ↗1827 | ↘628 |

## Улицы
| - ул. Горького, - ул. Дубровинская, - ул. Заречная, - ул. Молодёжная, - ул. Мостовая, - ул. Набережная, | - ул. Первомайская, - ул. Проезжая, - ул. Пролетарская, - ул. Свободы, - ул. Центральная. |